# Casa-fàbrica Lebret
La casa-fàbrica Lebret era un conjunt d'edificis situats als carrers Nou de la Rambla. 13 i Lancaster, 6 del barri del Raval de Barcelona, del qual només es conserva el segon.

## Història i descripció
Segons va exposar el 1792 a la Junta de Comerç, el comerciant i fabricant de filats de cotó Simeon (Simó) Lebret havia començat la seva indústria el 1791, i en un any va tenir funcionant 30 màquines del tipus Spinning Jenny, i també va desenvolupar un nou tipus de màquina de cardar.
El desembre del 1803, Lebret va adqurir en emfiteusi al cerer Miquel Valldejuli i Mallachs una parcel·la als carrers Nou de la Rambla i de Lancaster, i el setembre del 1804 va presentar una sol·licitud per a construir-hi un edifici de planta baixa, entresol i quatre pisos, segons el projecte del mestre de cases Manuel Serrallach. El 1847, la propietat va ser venuda pels hereus de Simó Lebret a Josepa Cerdans i Fossas, casada amb Ramon Ginestar. D'acord amb els «Quarterons» de Garriga i Roca, a l'interior d'illa hi havia una «quadra» en forma d'«L» invertida adossada a l'edifici núm. 6 del carrer de Lancaster, que també era part de la finca.

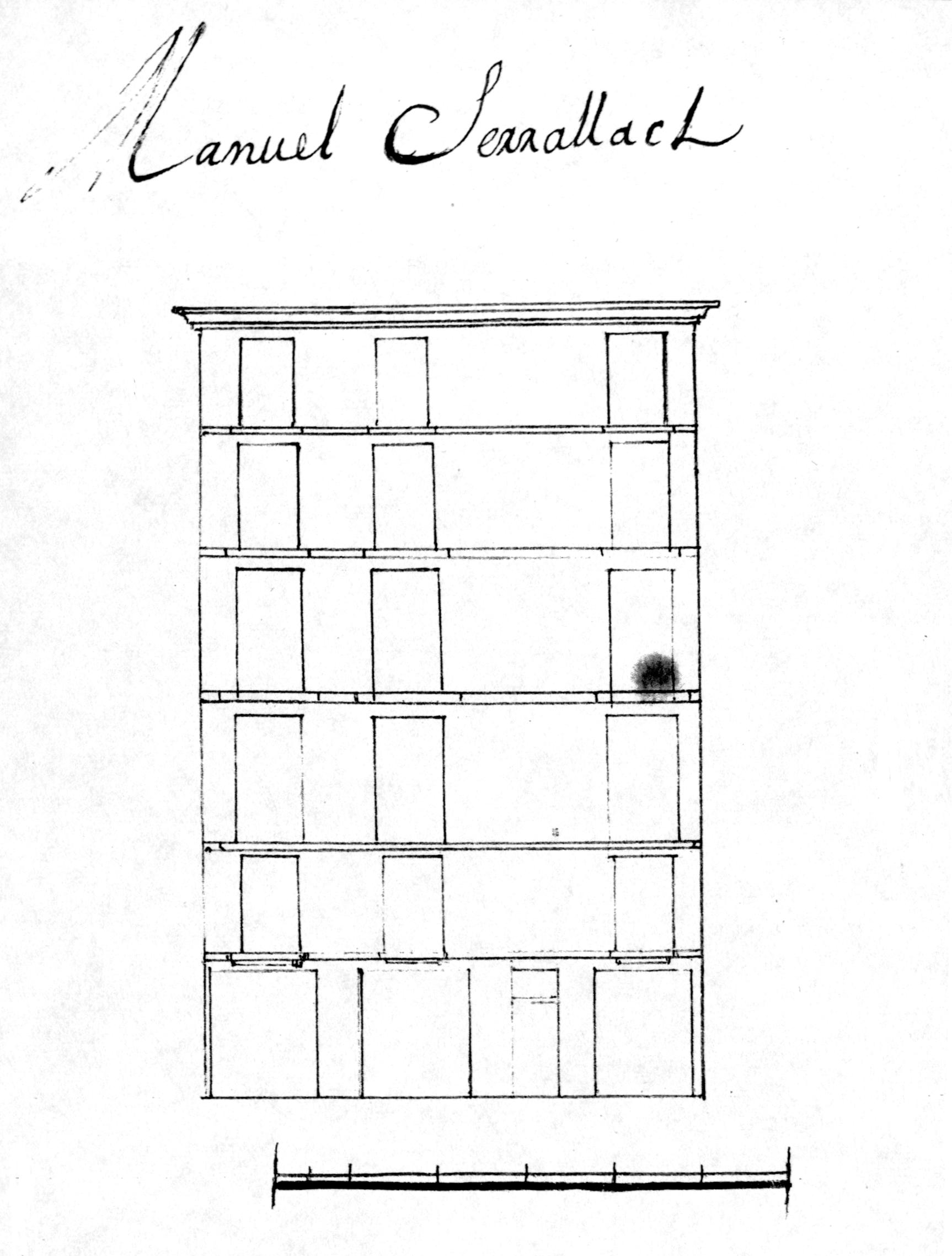
Façana de la casa de Simon Lebret al carrer Nou de la Rambla. Manuel Serrallach (1804)

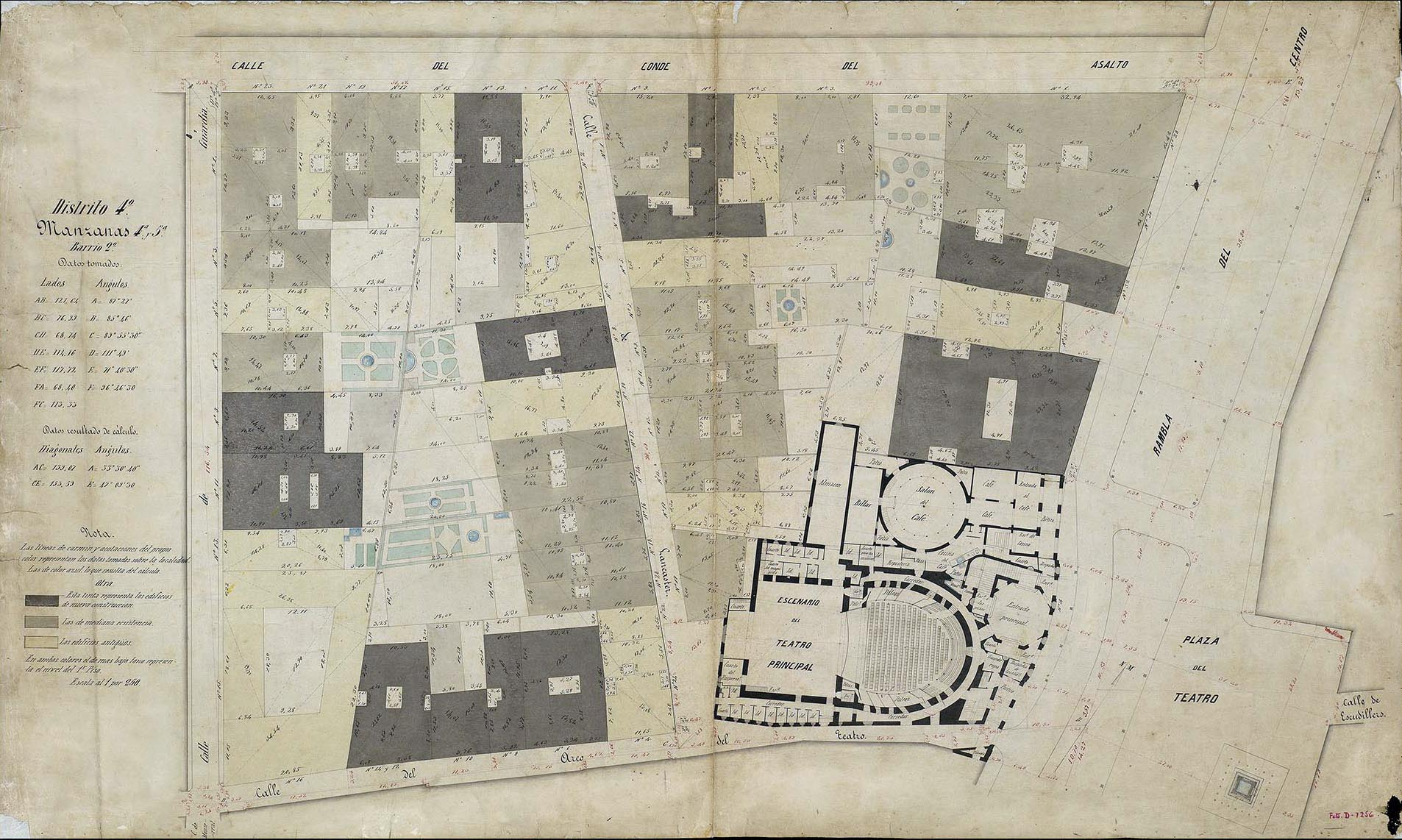
Quarteró núm. 87 de Garriga i Roca (c. 1860)

A la mort de Josepa Cerdans el 1878, la succeí el seu hereu de confiança, l'advocat Manuel Sicars i de Palau, fill del polític guixolenc Narcís Sicars i Lligoña i membre de número de la Acadèmia de Belles Arts per la secció d'Arquitectura. El 1881, va demanar permís per a fer-hi reformes. El projecte de reforma de la façana (única documentació gràfica continguda a l'expedient administratiu), signat per l'arquitecte Francesc de Paula del Villar, inclogué un estucat amb greques de motius geomètrics i mènsules sota les llosanes dels balcons, així com la conversió dels dels extrems i de l'entresol en balconeres amb ampit, i la substitució de les baranes de les dues primeres plantes per unes de nova factura de ferro forjat: «Como puede verse por el plano adjunto de la fachada […] su altura permite con arreglo a ordenanzas ser más elevada, y he proyectado según se marca en dicho plano con color carmín, darle mayor altura haciendo un sobradillo, vulgo sostre mort, en las condiciones permitidas por las ordenanzas, con lo cual ganarán las condiciones higiénicas del piso cuarto y el ornato público, a cuyo efecto también proyecto estucar el muro y pintar puertas y balcones. Además, como el edificio de que se trata está muy sólido, se necesita hacer en él un recorrido general de limpieza y adecentamiento en rebozados, pinturas, empapelados y pavimentos, pues desde su construcción en el siglo anterior no se ha hecho en él cosa alguna y, siendo bueno, está anticuado respecto del gusto moderno, proyecta el que expone hacer estas obras de mera limpieza y adecuadas al gusto del día, que en nada han de alterar lo esencial de dicho edificio.»
Per altra banda, les intervencions a l'interior de l'edifici modificaren notablement la tipologia de la parcel·la i en suposaren la divisió en dues parts diferenciades, destinades respectivament a residència senyorial i habitatges de lloguer. Així, a més de l'afegit d'una nova crugia a la part posterior, es va construir un nou vestíbul comú a l'escala de veïns i al celobert, separat d'aquest per una interessant reixa de ferro forjat amb les inicials del propietari (MS). Això va alliberar l'antiga porta d'accés a l'escala de veïns de la seva funció, permetent l’ampliació de la botiga del seu costat. Aquest establiment, que el 1914 era la Perfumeria Mundial, es va convertir després de la Guerra Civil, bo i seguint les tendències del carrer, en una botiga de roba, que a partir del 1956 seria la cotilleria Herminia.
El 1902 hi havia a l'edifici del carrer de Lancaster el magatzem de vidres plans, cristalls i metalls de Canadell i Cardona. Posteriorment s'hi va instal·lar la pastisseria de Francesc Puig, que el 1946 va demanar permís per a instal·lar-hi un forn per coure pastes i dues amassadores amb motor elèctric. Aquest establiment és citat a la Guía secreta de Barcelona (1974) com «la bollería Majórica, donde pueden comprarse ensaimadas de día y de noche». El 1989, aquest edifici fou segregat de la finca, i la part restant fou adquirida per l'Institut Català del Sòl (INCASOL), juntament amb el núm. 11 del carrer Nou de la Rambla, que va acollir la Bodega Bohemia. Entre el 2001 i 2002, ambdós edificis foren enderrocats per a construir-hi una nova promoció d'habitatges.